# XIIIe gouvernement constitutionnel de Sao Tomé-et-Principe
République démocratique de Sao Tomé-et-Principe
XIIe XIVe
Le XIIIe gouvernement constitutionnel de Sao Tomé-et-Principe (en portugais : XIIIe Governo Constitucional de São Tomé e Príncipe) est le treizième gouvernement de Sao Tomé-et-Principe. Il est en fonction du 22 juin 2008 au 14 août 2010, sous le Premier ministre Rafael Branco et le président de la République Fradique de Menezes.

## Composition initiale
Le gouvernement est composé initialement de sept membres de la coalition entre le Mouvement pour les forces de changement démocratique - Parti libéral et le Parti de convergence démocratique - Groupe de réflexion, majoritaire à l'Assemblée nationale avec vingt-trois sièges, et de six membres du Mouvement pour la libération de Sao Tomé-et-Principe – Parti social-démocrate, représenté par vingt députés. L'Action démocratique indépendante, avec onze élus, se place dans l'opposition et n'est par conséquent pas présent au gouvernement.

### Premier ministre
- Premier ministre : Rafael Branco

### Ministres
| Rôle | Titulaire                            | Parti | Parti     |
| --- | ------------------------------------ | ----- | --------- |
| Ministre de l'Agriculture, de la Pêche et du Développement réel                                              | José Luis Mendes Xavier              |       | PCD-GR    |
| Ministre du Commerce, de l'Industrie et du Tourisme                                                          | Celestino da Graca Andrada           |       | MLSTP-PSD |
| Ministre de l'Éducation et de la Culture                                                                     | Jorge Bom Jesus                      |       | MLSTP-PSD |
| Ministre des Affaires étrangères et de la Coopération                                                        | Carlos Tiny                          |       | MLSTP-PSD |
| Ministre de la Santé                                                                                         | Arlindo Vicente de Assunção Carvalho |       | PCD-GR    |
| Ministre des Affaires intérieures et de la Protection civile                                                 | Raul Antonio Da Costa Cravid         |       | MDFM-PL   |
| Ministre de la Justice, de la Réforme de l'État, de l'Administration publique et des Affaires parlementaires | Justino Veiga                        |       | MDFM-PL   |
| Ministre du Travail, de la Solidarité, des Femmes et de la Famille                                           | Maria Tomé de Araujo                 |       | MDFM-PL   |
| Ministre de la Défense nationale et de l'Ordre interne                                                       | Elsa Pinto                           |       | MLSTP-PSD |
| Ministre des Ressources naturelles et de l'Environnement                                                     | Agostinho Da Silveira Rita           |       | MDFM-PL   |
| Ministre de la Planification et des Finances                                                                 | Ângela Viegas Santiago               |       | MLSTP-PSD |
| Ministre des Travaux publics et Infrastructures, des Transports et de la Communication                       | Benjamim Vera Cruz                   |       | PCD-GR    |

### Ministre d'État
| Rôle                                                              | Titulaire                         | Parti | Parti |
| ----------------------------------------------------------------- | --------------------------------- | ----- | ----- |
| Ministre d'État chargé de la Presse, de la Jeunesse et des Sports | Maria De Cristo Da Costa Carvalho |       |       |

## Composition avant le4 janvier 2010

### Premier ministre
- Premier ministre : Rafael Branco

### Ministres
| Rôle | Titulaire                            | Parti | Parti     |
| --- | ------------------------------------ | ----- | --------- |
| Ministre de l'Agriculture, de la Pêche et du Développement réel                                              | José Luis Mendes Xavier              |       | PCD-GR    |
| Ministre du Commerce, de l'Industrie et du Tourisme                                                          | Celestino da Graca Andrada           |       | MLSTP-PSD |
| Ministre de la Communication sociale, de la Jeunesse et des Sports                                           | Maria de Cristo De Carvalho          |       | PCD-GR    |
| Ministre de la Défense nationale                                                                             | Elsa Pinto                           |       | MLSTP-PSD |
| Ministre de l'Éducation et de la Culture                                                                     | Jorge Bom Jesus                      |       | MLSTP-PSD |
| Ministre de l'Intérieur, de l'Administration territoriale et de la Défense civile                            | Raul Antonio Da Costa Cravid         |       | MDFM-PL   |
| Ministre de la Justice, de la Réforme de l'État, de l'Administration publique et des Affaires parlementaires | Justino Veiga                        |       | MDFM-PL   |
| Ministre de la Planification et des Finances                                                                 | Ângela Viegas Santiago               |       | MLSTP-PSD |
| Ministre des Ressources naturelles, de l'Énergie et de l'Environnement                                       | Cristina Maria Fernandes Dias        |       | MDFM-PL   |
| Ministre de la Santé                                                                                         | Arlindo Vicente de Assunção Carvalho |       | PCD-GR    |
| Ministre du Travail, de la Solidarité, des Femmes et de la Famille                                           | Maria Tomé de Araujo                 |       | MDFM-PL   |
| Ministre des Travaux publics et Infrastructures, des Transports et de la Communication                       | Benjamim Vera Cruz                   |       | PCD-GR    |

## Évolution
Le 4 janvier 2010, le ministre de la Justice, de la Réforme de l'État et de l'Administration publique Justino Veiga et la ministre des Ressources naturelles, de l'Énergie et de l'Environnement Cristina Maria Fernandes Dias démissionnent. Cet évènement fait suite à leur départ du MDFM-PL et à une demande du Président Fradique de Menezes. Les deux démissionnaires obtiennent le soutien du MLSTP-PCD et du PCD-GR.